# П'єрлуїджі Голліні
П'єрлуїджі Голліні (італ. Pierluigi Gollini, нар. 18 березня 1995, Болонья) — італійський футболіст, воротар «Роми».

## Клубна кар'єра
Народився 18 березня 1995 року в місті Болонья. Вихованець юнацьких команд футбольних клубів СПАЛ, «Фіорентина» та «Манчестер Юнайтед».
У дорослому футболі дебютував 2014 року виступами за команду клубу «Верона», в якій провів два сезони, взявши участь у 29 матчах чемпіонату. 
Своєю грою за цю команду привернув увагу представників тренерського штабу англійського на той час друголігового клубу «Астон Вілла», до складу якого приєднався 2016 року. Відіграв за команду з Бірмінгема другу половину 2016 року.
На початку 2017 повернувся на батьківщину, ставши гравцем «Аталанти». Був резервистом досвідченого албанського голкіпера Етріта Беріши, а по ходу сезону 2018/19 виборов конкуренцію за місце в основному складі команди. На сезон 2021/22 віддавався в оренду до англійського «Тоттенгем Готспур», де був резервним голкіпером.
Влітку 2022 року був відданий в оренду до «Фіорентини», в якій розпочав сезон 2022/23 як основний воротар команди.

## Виступи за збірні
2012 року дебютував у складі юнацької збірної Італії (U-18), загалом на юнацькому рівні взяв участь у 17 іграх, пропустивши 13 голів.
Протягом 2016–2017 років залучався до складу молодіжної збірної Італії. На молодіжному рівні зіграв у 3 офіційних матчах, пропустив 5 голів.
2017 року отримав свій перший виклик до національної збірної Італії, в офіційних матчах за яку дебютував лише восени 2019 року.

## Статистика виступів

### Статистика клубних виступів
Станом на 21 серпня 2022 року
| Сезон                | Команда              | Чемпіонат            | Чемпіонат | Чемпіонат | Національний кубок | Національний кубок | Національний кубок | Континентальні кубки | Континентальні кубки | Континентальні кубки | Інші | Інші | Інші  | Усього | Усього |
| Сезон                | Команда              | Ліга                 | Ігор      | Голів     | Ліга               | Ігор               | Голів              | Ліга                 | Ігор                 | Голів                | Ліга | Ігор | Голів | Ігор   | Голів  |
| -------------------- | -------------------- | -------------------- | --------- | --------- | ------------------ | ------------------ | ------------------ | -------------------- | -------------------- | -------------------- | ---- | ---- | ----- | ------ | ------ |
| 2014–15              | «Верона»             | A                    | 3         | -5        | КІ                 | 0                  | -0                 | -                    | -                    | -                    | -    | -    | -     | 3      | -5     |
| 2015–16              | «Верона»             | A                    | 26        | -44       | КІ                 | 1                  | -0                 | -                    | -                    | -                    | -    | -    | -     | 27     | -44    |
| Усього за «Верона»   | Усього за «Верона»   | Усього за «Верона»   | 29        | -49       |                    | 1                  | -0                 |                      | -                    | -                    |      | -    | -     | 30     | -49    |
| 2016-січ. 2017       | «Астон Вілла»        | ЧФЛ                  | 20        | -17       | КА+КЛ              | 0+0                | -0+-0              | -                    | -                    | -                    | -    | -    | -     | 20     | -17    |
| січ.-черв. 2017      | «Аталанта»           | A                    | 4         | -1        | КІ                 | 0                  | -0                 | -                    | -                    | -                    | -    | -    | -     | 4      | -1     |
| 2017–18              | «Аталанта»           | A                    | 7         | -4        | КІ                 | 1                  | -1                 | ЛЄ                   | 0                    | -0                   | -    | -    | -     | 8      | -5     |
| 2018–19              | «Аталанта»           | A                    | 20        | -21       | КІ                 | 3                  | -3                 | ЛЄ                   | 4                    | -1                   | -    | -    | -     | 27     | -25    |
| 2019–20              | «Аталанта»           | A                    | 32        | -42       | КІ                 | 1                  | -2                 | ЛЧ                   | 7                    | -13                  | -    | -    | -     | 40     | -57    |
| 2020–21              | «Аталанта»           | A                    | 25        | -26       | КІ                 | 4                  | -5                 | ЛЧ                   | 3                    | -1                   | -    | -    | -     | 32     | -32    |
| Усього за «Аталанту» | Усього за «Аталанту» | Усього за «Аталанту» | 88        | -94       |                    | 9                  | -11                |                      | 14                   | -15                  |      | -    | -     | 111    | -120   |
| 2021–22              | «Тоттенгем Готспур»  | ПЛ                   | 0         | 0         | КА+КЛ              | 1+3                | -1 + -3            | ЛК                   | 6                    | -7                   | -    | -    | -     | 10     | -11    |
| 2022–23              | «Фіорентина»         | A                    | 2         | -2        | КІ                 | 0                  | -0                 | ЛК                   | 0                    | -0                   | -    | -    | -     | 2      | -2     |
| Усього за кар'єру    | Усього за кар'єру    | Усього за кар'єру    | 139       | -162      |                    | 14                 | -15                |                      | 20                   | -22                  |      | -    | -     | 173    | –9     |

### Статистика виступів за збірні
| Дата       | Місто  | Господарі            | Результат | Гості  | Турнір            | Голи | Примітки |
| ---------- | ------ | -------------------- | --------- | ------ | ----------------- | ---- | -------- |
| 15-11-2019 | Зениця | Боснія і Герцеговина | 0 – 3     | Італія | Відбір до ЧЄ 2020 | -    | 88'      |
| Усього     |        | Матчів               | 1         |        | Голів             | 0    |          |

| Дата       | Місто       | Господарі | Результат | Гості   | Турнір           | Голи | Примітки |
| ---------- | ----------- | --------- | --------- | ------- | ---------------- | ---- | -------- |
| 2-6-2016   | Венеція     | Італія    | 0 – 1     | Франція | Товариський матч | -1   |          |
| 10-11-2016 | Саутгемптон | Англія    | 3 – 2     | Італія  | Товариський матч | -3   |          |
| 23-3-2017  | Краків      | Польща    | 1 – 2     | Італія  | Товариський матч | -1   |          |
| Усього     |             | Матчів    | 3         |         | Голів            | -5   |          |

## Титули і досягнення
- Чемпіон Італії (1):

«Наполі»: 2022–23
Найкращий воротар Турніру Віареджо: 2015